# Jana Nováková (calciatrice)
Jana Nováková (Praga, 15 aprile 1960) è un'ex calciatrice e allenatrice di calcio ceca, di ruolo centrocampista e poi dirigente sportivo.

## Carriera

### Calciatrice

#### Club

Alena e la sorella Jana Nováková con la maglia dello.

Cresce in una famiglia numerosa dove sia il padre che fratelli e sorelle avevano giocato a calcio oppure a pallavolo e pallamano nel quartiere di Praga 9. Dopo aver portato lei e la sorella Alena di 2 anni più vecchia di lei (1958), a due squadre vicine al suo quartiere (Čakovice e Miškovice). Il padre, che da sempre seguiva lo Sparta Praga maschile, alla richiesta di uno dei loro dirigenti di farle giocare in quella squadra, disse subito di sì.
Jana e Alena giocano all'inizio nelle squadre miste con i giovani maschi, e poi in seguito con la seconda squadra tutta femminile sotto la supervisione dell'allenatore Jiří Provalil. A 15 anni Jana è inclusa nella rosa della prima squadra. Lo Sparta non è l'unica squadra di calcio femminile di Praga, ma all'epoca era la più forte compagine femminile della Cecoslovacchia, tanto da mancare solo in una stagione (1978-1979) il titolo ceko su 8 campionati consecutivi.
Grazie alle molteplici partite organizzate con l'invito dello Sparta Praga da parte del Partito Comunista italiano, ha la possibilità prima dell'86 di giocare diverse amichevoli in Italia contro il Milan, la Pistoiese e la Fiamma Monza. 

La GEAS alla finale di Coppa Italia 1993-1994. In piedi da sinistra: Adriana Miravalle, Raffaella Salmaso, Debora Novelli, Maria Mariotti, Anna Gesuele e Rita Lanfranchi. Accosciate da sinistra: Stefania Antonini, Laura Cascella, Jana Nováková, Tiziana D'Orio, Rosella Sironi.

Furono i coniugi Levati dirigenti della R.I.A.C. Fiammamonza i primi a tesserarla e farle disputare il campionato di Serie A 1986-1987. Al ritorno a Praga, due stagioni dopo, vince ancora tre campionati consecutivi prima di avere la possibilità di potersi trasferire in Italia a situazione politica stabilizzata dopo il crollo del muro di Berlino.
Arriva a Sesto San Giovanni alla G.E.A.S. nel 1991. All'inizio della stagione si infortuna, ma è importante il suo contributo alla promozione in Serie A, per una calciatrice di alto livello rispetto alle compagne sestesi essendo andata a segno 19 volte nel campionato di Serie B.
Dopo un anno di sosta, riprende a giocare all'ACF Milan che la butta subito nella mischia: c'è in ballo la Supercoppa, ma l'avversario è il più difficile in assoluto. Contro la Torres non basta il suo primo gol e il vantaggio fino al 2-0. La Torres si aggiudica la coppa vincendo la partita 4-3.

Contrasto di gioco con calciatrice dell'ACF Milan.

A carriera ormai conclusa segue delle compagne di squadra a Segrate in Serie B, ma è costretta a terminare l'attività agonistica a causa di un infortunio al tendine d'achille.

#### Nazionale
Esordisce in nazionale femminile il 9 settembre 1976, a soli 16 anni compiuti, giocando in una unica tournée due partite Italia-Cecoslovacchia con la sorella Alena, partite entrambe pareggiate 1-1, e la terza partita contro il Valdobbiadene.
Jana è già una delle centrocampiste (regista) più importanti della nazionale cecoslovacca quando nel 1988 arriva la prima esperienza al di fuori dell'Europa: la FIFA invita il suo paese al Women's World Invitational Tournament (torneo ad invito internazionale FIFA 1988), a cui parteciparono ben 30 squadre, e che fu organizzato dalla FIFA su richiesta della federazione cinese (così come già fatto per il "Mundialito femminile") in preparazione del primo campionato mondiale femminile di calcio 1991, Cina 1991.

Jana non fu molto fortunata: rimediando un colpo alla testa da parte di una calciatrice svedese alla prima partita, non fu utilizzata nelle altre due partite in cui la sua squadra mancò per un soffio la qualificazione alle finali.
Disputò in seguito quasi tutte le partite di qualificazione ai campionati Europei 1989 e 1991 disputando un solo quarto di finale: a Kaiserslautern il 17 dicembre 1988 contro la Germania Ovest. Sconfitta dalla Germania Ovest, la Cecoslovacchia si classifica al 5º posto.
Ha giocato una sola partita con la Nazionale Ceka nel 1992, ultima sua presenza dopo la scissione della Cecoslovacchia in due stati indipendenti, totalizzando 24 presenze fino al 1991.

### Allenatrice
Consegue il patentino di allenatore giovani calciatori alla fine della stagione 1996-1997 mentre era alla Fiamma Monza. La Fiammamonza le offre la conduzione delle giovanissime in attesa del patentino UEFA B che consegue nel 1998 e le permette di guidare anche la squadra Primavera.
Terminata l'attività calcistica la Fiammamonza la vuole ancora alla guida della Under 20 (ex Primavera), incarico che mantiene fino all'inizio della stagione 2003-2004 cogliendo con le ragazze monzesi il primo titolo italiano nella stagione 2002-2003.
Dopo 3 sconfitte consecutive della stagione successiva il presidente Roberto Lo Grasso la inserisce alla guida della prima squadra licenziando alla 9ª giornata di andata (29 novembre) Rinaldo Mandelli. Jana risolleva la squadra dalla zona retrocessione e la porta al 6º posto in classifica.
Nel contempo Jana ha svolto nella squadra biancorossa la mansione di addetta alla segreteria fino al 2007. Tornata a Praga, Jana consegue nel 2007 il patentino "UEFA  A" con la Federazione Ceca (FAČR). Tornata in Italia, Jana ha continuato a fare quello che più le piaceva fare: allenare scuole calcio e formare giovani calciatori e calciatrici.
Dopo 8 stagioni passate ad allenare le scuole calcio di varie società milanesi e brianzole viene assunta da una nuova società sportiva, l'A.S.D. Città di Brugherio, sorta dall'abbandono dell'attività calcistica della più importante squadra di Brugherio, l'A.S.D. Brugherio Calcio 1968, che preferì sospendere l'attività sportiva fondendosi e cedendo il proprio titolo sportivo al F.C.D. Cologno.

A lei viene affidata la squadra degli allievi. Dopo il brillante piazzamento nel primo campionato, la dirigenza iscrive la squadra, ormai cresciuta di età, al campionato di Promozione Lombardia. È il coronamento di tanti anni di passione calcistica nel far crescere le squadre giovanili.

## Statistiche

### Cronologia presenze e reti in nazionale
| Cronologia completa delle presenze e delle reti in nazionale ― Cecoslovacchia | Cronologia completa delle presenze e delle reti in nazionale ― Cecoslovacchia | Cronologia completa delle presenze e delle reti in nazionale ― Cecoslovacchia | Cronologia completa delle presenze e delle reti in nazionale ― Cecoslovacchia | Cronologia completa delle presenze e delle reti in nazionale ― Cecoslovacchia | Cronologia completa delle presenze e delle reti in nazionale ― Cecoslovacchia | Cronologia completa delle presenze e delle reti in nazionale ― Cecoslovacchia | Cronologia completa delle presenze e delle reti in nazionale ― Cecoslovacchia |
| Data                                                                          | Città                                                                         | In casa                                                                       | Risultato                                                                     | Ospiti                                                                        | Competizione                                                                  | Reti                                                                          | Note                                                                          |
| ----------------------------------------------------------------------------- | ----------------------------------------------------------------------------- | ----------------------------------------------------------------------------- | ----------------------------------------------------------------------------- | ----------------------------------------------------------------------------- | ----------------------------------------------------------------------------- | ----------------------------------------------------------------------------- | ----------------------------------------------------------------------------- |
| 9-9-1976                                                                      | Roma                                                                          | Italia                                                                        | 1 – 1                                                                         | Cecoslovacchia                                                                | Amichevole                                                                    | -                                                                             |                                                                               |
| 12-9-1976                                                                     | Salerno                                                                       | Italia                                                                        | 1 – 1                                                                         | Cecoslovacchia                                                                | Amichevole                                                                    | -                                                                             |                                                                               |
| ??-9-1976                                                                     | Conegliano                                                                    | Valdobbiadene                                                                 | ? – ?                                                                         | Cecoslovacchia                                                                | Amichevole                                                                    |                                                                               |                                                                               |
| 28-8-1984                                                                     | Mezzolombardo                                                                 | Cecoslovacchia                                                                | 1 – 0                                                                         | Ungheria                                                                      | Coppa Dolomiti                                                                | -                                                                             |                                                                               |
| 29-8-1984                                                                     | Trento                                                                        | Italia                                                                        | 2 – 1                                                                         | Cecoslovacchia                                                                | Coppa Dolomiti                                                                | 1                                                                             |                                                                               |
| 31-8-1984                                                                     | Trento                                                                        | Italia                                                                        | 0 – 9                                                                         | Cecoslovacchia                                                                | Coppa Dolomiti                                                                | 2                                                                             |                                                                               |
| 2-9-1984                                                                      | Bolzano                                                                       | Cecoslovacchia                                                                | 2 – 1                                                                         | Ungheria                                                                      | Coppa Dolomiti                                                                | 2                                                                             | [ 9 ]                                                                         |
| 14-4-1985                                                                     | Bratislava                                                                    | Cecoslovacchia                                                                | 2 – 2                                                                         | Ungheria                                                                      | Coppa Dolomiti                                                                | 1                                                                             |                                                                               |
| 21-9-1985                                                                     | Salgótarján                                                                   | Ungheria                                                                      | 2 – 1                                                                         | Cecoslovacchia                                                                | Amichevole                                                                    | -                                                                             |                                                                               |
| 28-6-1986                                                                     | Karviná                                                                       | Cecoslovacchia                                                                | 1 – 1                                                                         | Polonia                                                                       | Amichevole                                                                    | 1                                                                             |                                                                               |
| 28-7-1986                                                                     | Lahti                                                                         | Finlandia                                                                     | 0 – 2                                                                         | Cecoslovacchia                                                                | Amichevole                                                                    | 1                                                                             |                                                                               |
| 30-7-1986                                                                     | Helsinki                                                                      | Finlandia                                                                     | 1 – 1                                                                         | Cecoslovacchia                                                                | Amichevole                                                                    | 1                                                                             |                                                                               |
| 27-6-1987                                                                     | Bielsko-Biała                                                                 | Polonia                                                                       | 1 – 1                                                                         | Cecoslovacchia                                                                | Amichevole                                                                    | -                                                                             |                                                                               |
| 2-4-1988                                                                      | Hodonín                                                                       | Cecoslovacchia                                                                | 0 – 0                                                                         | Belgio                                                                        | Qual. Euro 1989                                                               | -                                                                             | [ 10 ]                                                                        |
| 24-4-1988                                                                     | Dupnica                                                                       | Bulgaria                                                                      | 0 – 1                                                                         | Cecoslovacchia                                                                | Qual. Euro 1989                                                               | -                                                                             | [ 10 ]                                                                        |
| 7-5-1988                                                                      | Thonon-les-Bains                                                              | Francia                                                                       | 2 – 2                                                                         | Cecoslovacchia                                                                | Qual. Euro 1989                                                               | 1                                                                             | [ 10 ]                                                                        |
| 15-5-1988                                                                     | Figueres                                                                      | Spagna                                                                        | 0 – 2                                                                         | Cecoslovacchia                                                                | Qual. Euro 1989                                                               | 1                                                                             | [ 10 ]                                                                        |
| 3-6-1988                                                                      | Panyu                                                                         | Cecoslovacchia                                                                | 0 – 1                                                                         | Svezia                                                                        | Torneo FIFA Cina 88                                                           | -                                                                             |                                                                               |
| 5-6-1988                                                                      | Panyu                                                                         | Cecoslovacchia                                                                | 0 – 0                                                                         | Stati Uniti                                                                   | Torneo FIFA Cina 88                                                           | -                                                                             |                                                                               |
| 8-10-1988                                                                     | Frýdek-Místek                                                                 | Cecoslovacchia                                                                | 0 – 0                                                                         | Francia                                                                       | Qual. Euro 1989                                                               | -                                                                             | [ 10 ]                                                                        |
| 23-10-1988                                                                    | Písek (Moravia-Slesia)                                                        | Cecoslovacchia                                                                | 3 – 0                                                                         | Bulgaria                                                                      | Qual. Euro 1989                                                               | -                                                                             | [ 10 ]                                                                        |
| 26-11-1988                                                                    | Bratislava                                                                    | Cecoslovacchia                                                                | 1 – 1                                                                         | Germania Ovest                                                                | Qual. Euro 1989                                                               | -                                                                             | [ 10 ]                                                                        |
| 17-12-1988                                                                    | Kaiserslautern                                                                | Germania Ovest                                                                | 2 – 0                                                                         | Cecoslovacchia                                                                | Qual. Euro 1989                                                               | -                                                                             | [ 10 ]                                                                        |
| 14-10-1989                                                                    | Skuteč                                                                        | Cecoslovacchia                                                                | 2 – 0                                                                         | Bulgaria                                                                      | Qual. Euro 1989                                                               | -                                                                             | [ 10 ] [ 11 ]                                                                 |
| 22-11-1989                                                                    | Marburgo                                                                      | Germania Ovest                                                                | 5 – 0                                                                         | Cecoslovacchia                                                                | Qual. Euro 1989                                                               | -                                                                             | [ 10 ]                                                                        |
| 29-4-1990                                                                     | Frýdek-Místek                                                                 | Cecoslovacchia                                                                | 0 – 1                                                                         | Germania Ovest                                                                | Qual. Euro 1989                                                               | -                                                                             | [ 10 ]                                                                        |
| 26-5-1990                                                                     | Esztergom                                                                     | Ungheria                                                                      | 2 – 0                                                                         | Cecoslovacchia                                                                | Qual. Euro 1989                                                               | -                                                                             | [ 10 ]                                                                        |
| 29-9-1990                                                                     | Vranov nad Topľou                                                             | Cecoslovacchia                                                                | 3 – 0                                                                         | Ungheria                                                                      | Qual. Euro 1991                                                               | 1                                                                             | [ 10 ]                                                                        |
| 14-10-1990                                                                    | Pazardžik                                                                     | Bulgaria                                                                      | 2 – 3                                                                         | Cecoslovacchia                                                                | Qual. Euro 1991                                                               | -                                                                             | [ 10 ]                                                                        |
| 30-5-1992                                                                     | Púchov                                                                        | Cecoslovacchia                                                                | 0 – 3                                                                         | Italia                                                                        | Qual. Euro 1993                                                               | -                                                                             | [ 10 ]                                                                        |
| Totale                                                                        |                                                                               | Presenze                                                                      | 30                                                                            |                                                                               | Reti                                                                          | 12                                                                            |                                                                               |

Tabellini pubblicati da libri e cronache su siti online citati in bibliografia (vedi: Luboš Jeřábek.

## Palmarès

### Calciatrice

#### Club
Come Cecoslovacchia:
- Campionato cecoslovacco (girone ceco): 7

Sparta Praga: 1977-1978, 1979-1980, 1980-1981, 1981-1982, 1983-1984, 1984-1985, 1985-1986
- Campione assoluto di Cecoslovacchia[12]: 3

1988-1989, 1989-1990, 1990-1991
- Campionato italiano di Serie B: 1

GEAS: 1991-1992
- Coppa Italia: 1

GEAS: 1993-1994

### Allenatrice

#### Competizioni giovanili
- Campionato Primavera: 1

2002-2003 (quale allenatore della Fiammamonza)